# Pierre Casiraghi

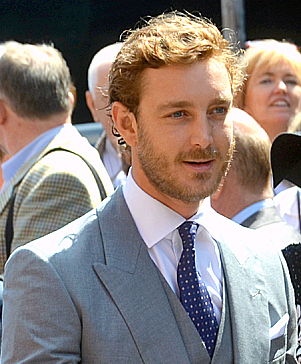
Pierre Casiraghi in 2017

Pierre Rainier Stefano Casiraghi (Monte Carlo, 5 september 1987) is de tweede zoon van Caroline van Monaco uit haar huwelijk met de Italiaanse zakenman Stefano Casiraghi. 
Peetouders zijn oom Albert van Monaco en tante Laura Casiraghi. Hij studeerde economie aan de Milaanse Bocconi-universiteit. 
Sinds mei 2008 heeft hij een relatie met de journaliste Beatrice Borromeo, met wie hij op 25 juli 2015 burgerlijk huwde te Monaco en op 1 augustus 2015 kerkelijk op het Isola Bella, eigendom van de familie van zijn vrouw. Zij is de dochter van graaf Carlo Ferdinando Borromeo; aangezien zij buiten een huwelijk werd geboren, is zij, net als haar oudere broer, niet van adel. Beatrice werkt voor de Italiaanse pers. Het stel kreeg op 28 februari 2017 een eerste zoon, Stefano. Op 21 mei 2018 volgde een tweede zoon, Francesco.